# 贝恩德·赫尔曼
贝恩德·赫尔曼（德語：Bernd Herrmann，1951年11月22日—），德国男子田径运动员。他曾代表西德参加1972年和1976年夏季奥林匹克运动会田径比赛，其中1976年奥运会获得一枚铜牌。